# Gino Sciardis
Gino Sciardis (28 de janeiro de 1917 – 9 de janeiro de 1968) foi um ciclista profissional francês. Correu no Tour de France 1948 e 1949. Terminou em quinto lugar no Paris-Roubaix 1950.